# Aristóclides
Aristóclides (en griego antiguo: Ἀριστοκλείδης) fue un célebre músico y citaredo de la antigua Grecia. Era conocido como un maestro de la cítara y descendía del célebre Terpandro. Vivió en la época de las guerras médicas. Fue maestro de Frinis de Mitilene. Algunos afirmaban que procedía de Lesbos y era la persona identificada en el dicho "después del poeta lesbio", que surgió de una tradición en las competiciones espartanas que daba preferencia a los poetas lesbios. La frase se mencionó por primera vez en una obra de teatro de Cratino, y Aristóteles también asoció al poeta en este dicho con Terpandro. La fama de Aristóclides como uno de los notables diadokhê de Lesbos (junto con Euainetidas y Frinis de Mitilene) llevó a algunos eruditos a decir que él era el sujeto del proverbio.